# Elisabeth Menasse-Wiesbauer
Elisabeth Menasse-Wiesbauer (* 26. November 1954 in Obernberg am Inn) ist eine österreichische Kulturmanagerin und Museumsleiterin.

## Leben
Sie studierte Geschichte, Psychologie und Philosophie in Salzburg und Wien und promovierte 1981 bei Erika Weinzierl mit der Arbeit Das Kind als Objekt der Wissenschaft. Elisabeth Menasse-Wiesbauer war Lehrbeauftragte an den Universitäten Klagenfurt, Salzburg und Wien und forschte in den Bereichen Geschichte der Kindheit und Wissenschaftsgeschichte. Im Wissenschaftsministerium organisierte sie von 1995 bis 2001 einen Forschungsschwerpunkt zum Thema Fremdenfeindlichkeit.
Von 2003 bis Ende 2019 war sie Direktorin des ZOOM Kindermuseums im Wiener MuseumsQuartier,  wo ihr Andrea Zsutty in dieser Funktion nachfolgte.
Von 2003 bis 2011 war sie im Vorstand der Europäischen Kindermuseumsvereinigung „Hands on Europe“.
Sie ist mit Robert Menasse verheiratet.

## Preise
- Bruno-Kreisky-Förder-Preis für das politische Buch 1999 (gemeinsam mit Heinz Fassmann und Helga Matuschek).

## Publikationen

### Monographien
- Das Kind als Objekt der Wissenschaft. Löcker Verlag, Wien, München 1982.

### Herausgeberschaft
- Rudolf Burger, Egon Matzner, Anton Pelinka, Elisabeth Wiesbauer (eds.): Verarbeitungsmechanismen der Krise. Braumüller Verlag, Wien 1988
- Christina Lutter, Elisabeth Menasse-Wiesbauer (eds.): Frauenforschung, feministische Forschung, Gender Studies, Wien 1999.
- 1999–2002 Heinz Fassmann, Helga Matuschek, Elisabeth Menasse (eds.): Abgrenzen. Ausgrenzen. Aufnehmen. Empirische Befunde zu Fremdenfeindlichkeit und Integration (7 Bände). Drava Verlag, Klagenfurt.
- Josef Berghold, Elisabeth Menasse, Klaus Ottomeyer (eds.): Trennlinien. Imagination des Fremden und Konstruktion des Eigenen. Drava Verlag, Klagenfurt 2000.
- Ingrid Bauer, Elisabeth Menasse (eds.): Grenzziehungen. Schwerpunktheft der Zeitschrift Zeitgeschichte. 2000, 27. Jahrgang, Heft 3.
- Karin Liebhart, Elisabeth Menasse, Heinz Steinert (eds.): Fremdbilder – Feindbilder – Zerrbilder. Zur Wahrnehmung und diskursiven Konstruktion des Fremden. Drava Verlag, Klagenfurt 2001.

### Kinderbücher
- Elisabeth, Eva und Robert Menasse: Die letzte Märchenprinzessin. Mit Illustrationen von Gerhard Haderer. Suhrkamp Verlag, Frankfurt/M. 1997.
- Elisabeth, Eva und Robert Menasse: Der mächtigste Mann. Mit Illustrationen von Ivan Klein. Deuticke Verlag, Wien, München 1999.